# Códice Fejérváry-Mayer

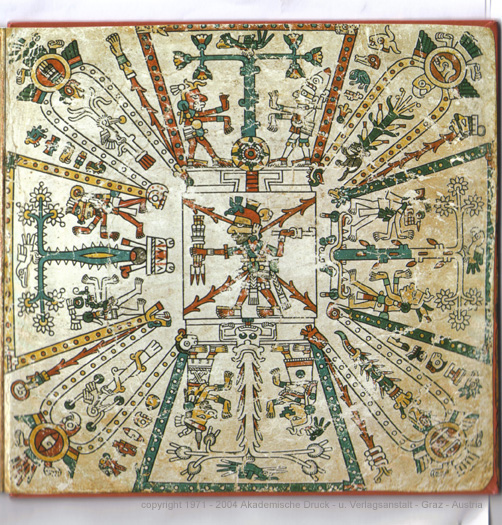
Primera página del códice, donde se muestran los cuatro rumbos del universo.

Codex Féjervary-Mayer. Primera página. Reproducción moderna.

El códice Fejérváry-Mayer es un manuscrito  prehispánico que pertenece al grupo denominado códices Borgia, siendo similar al códice Laud. En su tradición se encuentra una mezcla de los estilos mixteco, maya y nahua. Es uno de los códices mexicanos mejor conservados y es justamente muy bien conocido entre los expertos por la belleza de su ejecución, y por la importancia de varias declaraciones religiosas pintadas sobre sus páginas.
Se encuentra actualmente en el Museo de Liverpool en Inglaterra, con la signatura 12014/M

## Características
Presenta la forma de un volumen con dos pastas o coberturas que encierran 23 hojas dobles, plegadas en forma de biombo o acordeón; 22 de estas páginas se encuentran pintadas. Cada lámina es de forma casi cuadrangular, de aproximadamente 17.5 cm por lado. Está elaborado sobre cuatro tiras de piel, probablemente de venado, sobre las que se colocó un aplanado de estuco o yeso. El conjunto del códice tiene una longitud de 385 cm.
Los colores empleados incluyen negro, blanco, gris, rojo, amarillo ocre, amarillo brillante, verde azulado y azul turquesa entre otros.

## Descripción de la Primera página
La imagen de la portada del Códice en el cual se muestran los rumbos del universo.
Para los antepasados toltecas el rumbo más importante no era el Norte como ahora; era el Oriente (Tlahuiztlampa), es el rumbo de la Luz, por donde sale el Sol, lugar de Quetzalcoatl.
Al poniente (Cihutlampa) el rumbo de las mujeres (nótese dos mujeres con los pechos sin cubrir) lugar de las esencias femeninas, lugar donde van las mujeres muertas en parto, lugar de Xipe Tote, lugar de Mixcoatl.
Al norte (Mictlampa) lugar de los muertos, lugar de Mictlantecuhtli y Mictecacihuatl (nótese el árbol de Cocoa).
Al Sur (Huitzitlampa) lugar de las espinas, al gran colibrí, lugar de donde viene la lluvia, lugar del silencio.
A los últimos dos rumbos son arriba y abajo.
Arriba (xohuali ehecatl citlanicueit tonantzin Coyolxauhqui), a los habitantes del universo, al dador de la vida, al que se inventa a sí mismo. (día=Totatzin Tonatiuh ”padre sol”, noche= tonatzin xohuali ”madre luna”).
Abajo (Tonatzin Tlali Coatlicue) a nuestra madre tierra, la paridora, la de la falda de serpientes, la de la falda de jade.
En el perímetro se encuarta representado un tonalpohualli o ciclo de 260 días o tonales, en los que se aprecian los 4 días cargadores del año sagrado, que mediante una serie de símbolos adicionales colocados en los márgenes ayudan a calcular el ciclo de 52 años de manera rápida.

## Historia
Este códice perteneció durante muchos años al coleccionista húngaro Gabriel Fejérváry, el cual heredó su colección de antigüedades a su sobrino, Franz Pulszky; esto ocurrió en 1851, tiempo en que este último vivía como exiliado político en Londres. Pulszky, requerido de solvencia económica, vendió más tarde su colección a Joshep Mayer, también coleccionista, que en 1867 hizo donación de los mismos al que se conocía entonces como Liverpool Free Public Museum, hoy museo de Liverpool. En la primera edición facsimilar de este documento, auspiciada por el Duque de Loubat, se nombró como códice Fejérváy Mayer, por los apellidos de sus dos poseedores.

## Procedencia y temas
La procedencia de este documento no ha sido bien elucidada; en él convergen elementos de los ámbitos culturales nahuas del altiplano, nahua-cholulteca, mixteca y maya. Eduard Seler fue el primero en señalar las importantes semejanzas que guarda con el conjunto de libros conocidos como del grupo Borgia. Alfonso Caso llegó a postular la región poblano tlaxcalteca como ámbito de origen del códice Borgia y de los relacionados con él, debido a su semejanza con unas pinturas de Tizatlán, Tlaxcala. El mayista J. Eric S. Thompson estudió las representaciones de mercaderes en los códices mayas y el Fejérváry Mayer y tomando en cuenta las semejanzas entre la primera página de este códice y la imagen del universo según aparecen en el Códice Madrid (Códice Tro-Cortesiano), así como el empleo del sistema numeral de puntos para las unidades y barras para representar 5, consideró al Fejérváry Mayer como de influencia maya.

Lámina 4 del códice mesoamericano Fejérváry-Mayer

Se piensa que este libro fue manufacturado por petición de los Pochtecas- mercaderes- como un Tonalámatl, esto es, un libro en el que de diversas formas se hace el registro de la cuenta calendárica o adivinatoria de 260 días y los destinos de ésta. El Códice Florentino y otras fuentes refieren que estos Tonalámatl eran consultados para conocer los destinos, buenos, malos o indiferentes, propios del día de nacimiento o de aquel en que se debía imponer el nombre o el más adecuado para el matrimonio, etc.
Los Pochtecas en sus principales acciones –días para emprender un viaje, regresar del mismo, dar gracias, celebrar fiestas, ofrendas y banquetes- hacían consulta de un Tonalámatl. En el documento conocido están incluidos temas y registros que indudablemente tienen que ver con los comerciantes. 
Respecto al en que fue pintado, no es fácil dar una respuesta. Parece que fue pintado en una parte del ámbito mixteco o poblano, no debe olvidarse que se trata de una obra que incluye elementos que no son únicamente de esas zonas. Cabe pensar que en este códice se resumieron y aunaron elementos de varias procedencias (mayas, mixtecas, nahuenses) que eran conocidos a través de manuscritos a los que tuvieron acceso y aun tal vez habían adquirido los mercaderes. Siendo que probablemente pertenecía a un grupo de mercaderes, el libro pudo haber sido llevado con frecuencia de un lugar a otro.